# Stazione di Balsorano
La stazione di Balsorano è una stazione ferroviaria della ferrovia Avezzano-Roccasecca a servizio del comune di Balsorano.

## Storia
La stazione venne inaugurata nel 1902, in occasione dell'apertura della tratta Avezzano-Sora.
Alcuni locali ospitano dal 2014 il museo della pastorizia, mentre in due sale della stazione ferroviaria sono collocate la sezione numismatica e quella dedicata ai treni e alle ferrovie.

## Strutture e impianti
La stazione è gestita da Rete Ferroviaria Italiana (RFI).
Il fabbricato viaggiatori in muratura si compone di due livelli entrambi interdetti al pubblico. Accanto al fabbricato viaggiatori ci sono altri due edifici minori, uno posizionato davanti alla struttura, mentre l'altro dietro. La stazione disponeva inoltre di uno scalo merci, il quale risultava smantellato già nel 2010.
All'estremo lato sud della stazione, poco prima dei segnali di protezione che delimitano la stazione, c'è un passaggio a livello automatizzato il cui manto stradale costituisce il continuo della banchina. Un tempo il passaggio a livello era dotato di una garitta ferroviaria in metallo di cui è ancora possibile vedere i resti.
Il piazzale ferroviario si compone di due binari: il binario 1 si trova su tracciato deviato e viene usato per effettuare gli incroci e le precedenze fra i treni, mentre il binario 2 è di corsa. Entrambi i binari sono dotati di banchina, ma non sono dotati di una pensilina a causa delle ridotte dimensioni della banchina stessa.
Nell'estate del 2022 la Stazione, insieme all'intera linea, è stata interessata da lavori di rinnovo dell'armamento e attrezzaggio propedeutico per l'installazione del sistema di segnalamento di ultima generazione di tipo ETCS Regional livello 2/3, che verrà ultimato negli anni successivi con la realizzazione di un nuovo PPM (Posto Periferico di Movimento) per l’allestimento di apparecchiature tecnologiche destinate al comando, al controllo e alla sicurezza della circolazione ferroviaria nella tratta.

## Movimento
Il servizio ordinario è svolto in esclusiva da Trenitalia (controllata del Gruppo Ferrovie dello Stato) per conto della Regione Abruzzo.
In totale sono circa 12 i treni che effettuano servizio giornaliero in questa stazione e le loro principali destinazioni sono Cassino ed Avezzano. I treni che si fermano sono esclusivamente di tipo regionale.

## Servizi
- Sala d'attesa